# Каплиця на місці престолу Святодухівської церкви
Каплиця на місці престолу Святодухівської церкви — православна каплиця в Києві, збудована 1904 року та знищена у 1920-х роках. Розташовувалася на вулиці Борисоглібській, між будинками № 19 та 21.

## Історія
У XVII — на початку XIX століття на Подолі, на розі вулиць Борисоглібської та Набережно-Хрещатицької, на місці садиби № 19/21 існувала дерев'яна церква Зішестя Святого Духа або Святодухівська. Її збудували між 1613 і 1632 роками. На плані Києва 1695 року церква зображена з однією банею і одним вівтарем, а сусідня брама подільських укріплень отримала назву Духівська. У 1718 році церква згоріла, але вже 1721 року коштом київської міщанки, удови Домникії Григорівни Андреєвської або Андреєвої була відбудована. У 1748 році Святодухівську церкву розширили кількома прибудовами та додали опасання. Святодухівська церква була дерев'яною, трибанною, оточеною дерев'яною огорожею. При церкві була також окрема дзвіниця та парафіяльна школа, також храму належали дві сіножаті на Оболоні. В останній третині XVIII століття причт церкви складався зі священника, дячка та паламаря.
У подільській пожежі 1811 року весь комплекс будівель Святодухівської церкви згорів повністю і вже не відновлювався. Тогочасний священник Святодухівської церкви, о. Павловський, увійшов до братії Києво-Братського монастиря і передав йому іконостас своєї колишньої церкви. Цей іконостас згодом встановили у трапезній церкві монастиря, яка отримала назву Святодухівська. Інше церковне начиння та земельні маєтки згорілого храму передали сусідній Борисоглібській церкві.
У 1904 році на вимогу міської влади власники садиб № 19 та № 21, купці Давид Хургін та Арон Верозуб облаштували у глибині ділянки каплицю на місці, де стояв вівтар церкви Зішестя Святого Духа. Це була невелика дерев'яна, прямокутна у плані споруда. Каплицею опікувався причт Борисоглібської церкви. У 1914 році до каплички облаштували окремий прохід і обнесли її огорожею.
На початку 1920-х років капличку розібрали, хоча садиби, біля яких вона існувала, збереглися усі.